# Ma réincarnation
Pour plus de détails, voir Fiche technique et Distribution.
Ma réincarnation (My Reincarnation) est un film documentaire de 2011 réalisé par Jennifer Fox. Il s'agit d'un drame entre un père et son fils, qui s'étend sur deux décennies et trois générations. Le film aborde la spiritualité, la survie culturelle, l'identité, l'héritage, la famille, la maturité, le vieillissement, le bouddhisme et les vies passées et futures.
Le film suit le maître spirituel tibétain Namkhai Norbu, qui lutte pour sauver sa tradition spirituelle, et son fils, Khyentse Yeshi Namkhai (Yeshi), qui refuse obstinément de suivre les traces de son père. Yeshi a été reconnu à la naissance comme la réincarnation de l'oncle de son père, un maître spirituel qui a été tué par les Chinois au Tibet. Mais bien que Yeshi aspire à une vie normale, il ne peut échapper à son destin.

## Synopsis
Lorsque Namkhai Norbu Rinpoché s’enfuit du Tibet en 1959, il s’installa en Italie, où il se marie et a deux enfants, dont Yeshi, le premier. Yeshi est reconnu comme la réincarnation de l’oncle de Namkhai Norbu Rinpoché, un maître Dzogchen renommé, décédé après l’invasion du Tibet par les Chinois. Yeshi grandit en Italie et ne veut rien savoir de cet héritage. Il n’a aucune envie de devenir enseignant comme son père, ni de retourner au Tibet et au monastère de l’oncle de Namkhai Norbu Rinpoché pour rencontrer les étudiants qui l’attendent depuis sa naissance – ce que son père lui conseille sans cesse de faire. Au lieu de cela, il rêve d’une vie normale, loin des hordes d’étudiants dévoués qui entourent toujours son père.
Au travers de scènes intimes, Yeshi passe de 18 à 39 ans, âge mûr, et son père, qui commence l'histoire à 50 ans, vieillit jusqu'à 70 ans, âge avancé. Au fil du récit, ce qui est en jeu pour Namkhai Norbu Rinpoché, est sa tradition spirituelle, et pour Yeshi, c'est sa propre identité. Le mode de vie occidental de Yeshi remplacera-t-il sa tradition familiale et ses racines spirituelles ? Son père réussira-t-il à transplanter l'héritage tibétain en voie de disparition dans le monde occidental ? Au fil du temps, le père et le fils commencent à changer.
L'image de l'eau et de la natation, passe-temps favori de Namkhai Norbu, est utilisée comme un pilier thématique récurrent tout au long du film, représentant ses enseignements sur l'intégration et la vacuité. Les sons naturels des chants et des chansons, combinés à des effets spéciaux et à une musique soigneusement composée, sont utilisés pour exprimer un sens non verbal du monde spirituel que Namkhai Norbu Rinpoché cherche à transmettre à son fils et à l'Occident.

## Distribution
- Chögyal Namkhai Norbu
- Khyentse Yeshi Namkhai

## Production
Jennifer Fox a passé 20 ans à filmer My Reincarnation, de 1988 à 2009, dans plus de 17 pays. Le film est le fruit de nombreuses associations internationales, sans lesquelles cette étude longitudinale n'aurait pas pu être menée à bien. La Buddhist Broadcasting Foundation a contacté Fox pour filmer l'histoire, et elle a reçu une subvention de la Hartley Film Foundation pour le projet. My Reincarnation était une coproduction entre la Fondation néerlandaise de radiodiffusion bouddhiste, ZDF-Arte, la télévision suisse, YLE-1 Finlande et Italie, et a été pré-vendue à POV, la première série documentaire sur PBS aux États-Unis
My Reincarnation utilise des films d’archives, des photographies et plus de 1 000 heures de scènes intimes tournées entre 1988 et 2009. De plus, des entretiens avec Namkhai Norbu et Yeshi sur 20 ans fournissent un texte secondaire.

## Réception
Sur le site d'agrégation de critiques Rotten Tomatoes, le film a un score de 73 % basé sur les critiques de 15 critiques, avec une note moyenne de 5,7/10. Sur la base de sept critiques sur Metacritic, le film a un rang de 63 sur 100, indiquant des « critiques généralement favorables ».
Chuck Bowen de Slant Magazine a écrit que « Ma réincarnation , dans sa forme la plus simple, est une autre illustration de l'idée que les gens de la plupart des milieux ont essentiellement les mêmes problèmes ». Daniel M. Gold du New York Times a salué la prophétie du film : « quand l'entreprise familiale est l'illumination, écoutez votre père ».
Richard Kuipers, de Variety, a également salué « l'exploration [du film] de la relation complexe entre le maître spirituel tibétain exilé Cheogyal Namkhai Norbu Rinpoché et son fils Yeshi, né en Italie, qui est [en profondeur] examinée dans ce documentaire fascinant ».
Selon Tom Russo du Boston Globe, « l'histoire et les décors sont intéressants du début à la fin, mais parfois, le manque de connexion émotionnelle que Yeshi déplore chez son père semble entraver le film ».